# Gustaf Ågren
Knut Gustaf Ågren, född den 29 november 1892 i Oskarshamn, död den 4 augusti 1964 i Malmö, var en svensk sjömilitär.
Ågren avlade sjöofficersexamen 1912. Han blev underlöjtnant vid flottan samma år, löjtnant 1916 och kapten 1921. Ågren var lärare vid Sjökrigsskolan och Sjökrigshögskolan 1921–1932, chef för marindepartementet vid Stockholms örlogsvarv 1930–1932, avdelningschef för minavdelningen och ledamot av marinförvaltningen 1937–1941, chef för  underofficersskolan i Karlskrona 1942–1943, avdelningschef för Karlskronaavdelningen 1944–1945 och chef för Öresunds marindistrikt 1945–1948. Han befordrades till kommendörkapten av andra graden 1937, av första graden 1940, och till kommendör 1945. Ågren var efter sin militära karriär anställd i Sjöförsäkringsbolaget Öresund i Malmö. Han invaldes som ledamot av Örlogsmannasällskapet 1926 och var redaktör för Tidskrift i sjöväsendet 1942–1945. Ågren blev riddare av Vasaorden 1932 och av Svärdsorden 1933. Han vilar på Galärvarvskyrkogården i Stockholm.